# 'A CUBE' FOR SEASON
'A CUBE' FOR SEASON는 에이큐브의 사계절 싱글 프로젝트이다.

## 개요
- 싱글 4개 연속으로 참여한 가수는 정은지이다.

## 발매 싱글
1. 'A CUBE' FOR SEASON # GREEN - LOVE DAY (2012년 3월 14일)
  - 노래: 양요섭, 정은지
2. 'A CUBE' FOR SEASON # WHITE - 1년전에 (2013년 1월 13일)
  - 노래: 장현승, 정은지, 김남주
3. 'A CUBE' FOR SEASON # BLUE - 짧은머리 (2013년 5월 31일)
  - 노래: 허각, 정은지
4. 'A CUBE' FOR SEASON # SKY BLUE - 이제 그만 싸우자 (2014년 7월 8일)
  - 노래: 허각, 정은지
5. 'A CUBE' FOR SEASON # BLUE Season 2 - 사진 (2015년 6월 2일)
  - 노래: 육성재, 김남주